# 쇼이쿠왕
쇼이쿠왕(일본어: 尚育王 상육왕[*], 1813년 8월 19일 ~ 1847년 10월 25일)은 류큐왕국 제2쇼씨 왕조의 18대 류큐 국왕(재위: 1835년 ~ 1847년)이자 제24대 류큐 국왕이다. 쇼코왕의 아들로 류큐 왕국의 마지막 왕인 쇼타이왕의 아버지이다. 동명은 오모토쿠가네(오키나와어: 思徳金 우미투쿠가니)이며 서예가로도 알려져 있다.
아버지 쇼코왕이 세상을 떠나자 1835년(도광 15년)에 22세의 나이로 즉위한다. 하지만 소코왕의 건강 악화로 1828년(도광 8년) 섭위하고 15세의 젊은 나이에 실질적인 왕위에 올랐다. 사족 교육을 위한 학교를 만드는 등 학문적 분야에 주력했지만, 동시에 재정의 핍박을 불러오게 되었다. 이러한 재정 핍박은 결국 류큐왕국이 일본에 합병되어버리는 결과를 만들었다. 그러던 중에 34세의 젊은 나이에 세상을 떠났다. 왕위는 둘째 아들 쇼타이왕이 승계했다.
재위중에 1844년(도코 24년), 프랑스 해군이 일본 나하에 내항하자, 프랑스측의 요구로 무역과 선교사 테오도르-오귀스탄, 포르카드를 체재(체류)시켜 선교(포교)하는 것을 허가했다. 1846년(도코 26년), 프랑스로부터 개국을 요구받고 입항을 허용했고, 프랑스 해군은 포르카드를 동반하여 귀국했다고 한다. 같은 해 영국 해군이 입항하여 선교사 베텔하임이 체류했다. 이듬해인 1847년(도코 27년), 기독교(크리스트교) 선교사들이 머물고 있다고(체재) 사쓰마번에 보고했다.

## 가족
- 아버지: 쇼코왕(尚灝王)
- 어머니: 구시창아지카나시 쇼씨 마마츠가네(具志川按司加那志 向氏真松金)
- 배우자:
  - 왕비: 사시키아지카나시 쇼씨 겐테이(佐敷按司加那志 向氏元貞, 아명은 오모마쯔루가네 思真鶴金)
  - 부인: 마베아지카나시 쇼씨 마우시가네(真南風按司加那志 向氏真牛金)
- 자녀:
  - 장남: 왕세자 쇼존(尚濬)
  - 차남: 쇼타이왕(尚泰王)
  - 삼남: 쇼히쓰(尚弼, 일본 이름: 나키진왕자 쵸후 今帰仁王子朝敷)
  - 장녀: 코쿠바옹주 쇼씨 묘코(国場翁主 尚氏妙香, 아명은 마나베타루가네 真鍋樽金)
  - 차녀: 스에키라옹주 마우시가네(末吉翁主 真牛金)
  - 삼녀: 우에마옹주 오모마마츠가네(上間翁主 思真松金)
  - 사녀: 카네구스쿠옹주 마쯔루(兼城翁主 真鶴)
  - 우녀: 테루야옹주 마카토타루가네(照屋翁主 真嘉戸樽金)